# Våge, Tysnes kommun
Våge är en tätort i Tysnes kommun i Vestland fylke i västra Norge. Orten hade 539 invånare år 2008. Det är lätt att tro att detta är kommunens centralort men några kilometer åt söder ligger tätorten Uggdal som är kommunens centralort. Från Våge går det färja till Halhjem i Bjørnafjordens kommun. Detta gör Våge till en central plats.
Tysnes kyrka ligger här.